# Alex Feuerherdt

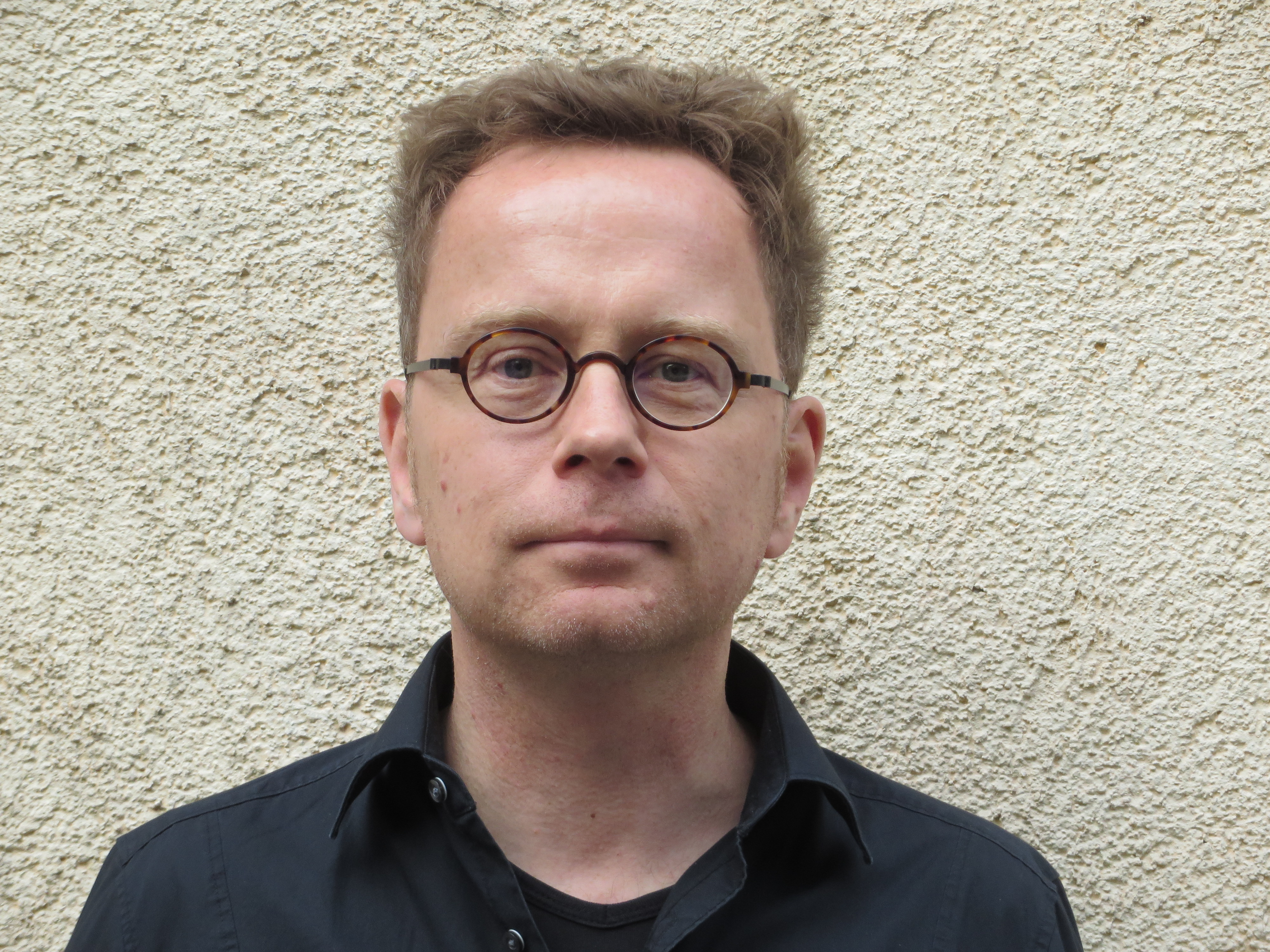
Alex Feuerherdt 2018

Alexander „Alex“ Feuerherdt (* 27. Juni 1969 in Bonn) ist ein deutscher Publizist und Fußballschiedsrichter-Experte.

## Leben
Feuerherdt ist gelernter Buchhändler. Er schreibt für die Jüdische Allgemeine, den Tagesspiegel, die Jungle World und das Internet-Magazin Audiatur Online. Außerdem gehört er zum Autorenteam von Mena-Watch. Seine thematischen Schwerpunkte sind Fußball, der Nahostkonflikt und Antisemitismus/Antizionismus. Er ist zudem Betreiber und Autor des Blogs „Lizas Welt“, dessen Titel eine Hommage an den ehemaligen französischen Fußballspieler Bixente Lizarazu ist. Außerdem ist er als Verlagslektor tätig.
Feuerherdt lebt in Köln und war von 1985 bis 2005 Fußballschiedsrichter, zuletzt ab 2002 in der Oberliga. Später war er als Lehrwart Mitglied des Schiedsrichterausschusses des Fußballkreises Köln im Fußball-Verband Mittelrhein. Er war Mitbetreiber des Schiedsrichter-Podcast Collinas Erben und trat gelegentlich beim Nachrichtensender n-tv sowie in anderen Medien, etwa dem Deutschlandfunk, als Fußballschiedsrichter-Experte auf. Von Februar 2021 bis Mai 2023 strahlte Sky Sport News an Bundesliga-Spieltagen Collinas Erben – das Schiedsrichter-Magazin mit Feuerherdt als Schiedsrichter-Experte aus. Zudem wurde er im Fall von strittigen Schiedsrichter-Entscheidungen in der Halbzeitpause oder nach den Spielen zur Bewertung und Erläuterung der Entscheidungen hinzugeschaltet.
Anfang Juli 2022 gehörte Feuerherdt zu den Erstunterzeichnern der Erklärung „Warum wir nicht mehr für Konkret schreiben“, mit der zahlreiche Autoren der Zeitschrift ihre Mitarbeit wegen der politischen Haltung des Blattes nach dem russischen Überfall auf die Ukraine aufkündigten.
Seit Juli 2023 ist Feuerherdt Leiter Kommunikation und Medienarbeit der DFB Schiri GmbH und wurde der erste Mediensprecher des DFB für den Schiedsrichterbereich.

## Werke
- Alex Feuerherdt, Matthias Grzegorczyk, Glenn Jäger, Andreas Bodden, Mischa Aschmoneit: Denn Angriff ist die beste Verteidigung. Pahl-Rugenstein Nachfolger 2001, ISBN 3-89144-263-7
- Bürte Hoppe, Alex Feuerherdt: Best of WM. Eine heitere Reise um die Fußballwelt. Agon Sportverlag 2005, ISBN 978-3-89784-266-3.
- Alex Feuerherdt, Heinz Novak: Tore, Punkte, Spieler. Die komplette BVB-Statistik. Die Werkstatt 2007, ISBN 978-3-89533-542-6.
- Thomas von der Osten-Sacken, Oliver M. Piecha, Alex Feuerherdt (Hrsg.): Verratene Freiheit. Der Aufstand im Iran und die Antwort des Westens. Verbrecher Verlag 2010, ISBN 978-3-940426-51-2.
- Alex Feuerherdt: Der Offenbarungseid (nicht nur) der Linken. In: Roland Buhles (Hrsg.): Mein elfter September. Conte-Verlag 2011, ISBN 978-3-941657-44-1.
- Alex Feuerherdt: Bayer 04 Leverkusen. Die Fußball-Chronik. Die Werkstatt 2011, ISBN 978-3-89533-819-9.
- Alex Feuerherdt: Die Palästinenser im „Arabischen Frühling“. In: Jörg Kronauer, Wolfgang Schneider (Hrsg.): Despoten-Dämmerung. Der „Arabische Frühling“, Israel und die Interessen des Westens. KVV konkret 2011, ISBN 978-3-930786-62-6.
- Alex Feuerherdt, Florian Markl: Vereinte Nationen gegen Israel. Wie die UNO den jüdischen Staat delegitimiert. Hentrich & Hentrich 2018, ISBN 978-3-95565-249-4.
- Alex Feuerherdt, Florian Markl: Die Israel-Boykottbewegung. Alter Hass in neuem Gewand. Hentrich & Hentrich 2020, ISBN 978-3-95565-396-5.